# Welcome to the Real World
Welcome to the Real World é o álbum de estreia da banda Sick Puppies, lançado a 3 de setembro de 2001.
Foram lançados três singles, "Nothing Really Matters", "Rock Kids" e "Every Day".

## Faixas
1. "Welcome to the Real World" – 2:44
2. "Rock Kids" – 4:12
3. "Duck Bite" – 3:45
4. "Every Day" – 3:04
5. "Time Will Pass" – 4:06
6. "Nothing Really Matters" – 4:39
7. "Open the Door" – 3:06
8. "Holding Out" – 3:58
9. "Something Different" – 3:48
10. "Do You Know" – 3:24
11. "Me Much Plenty" – 3:01
12. "The Way" – 3:58
13. "Rock Kids" (radio edit) – 7:14

## Créditos
- Shimon Moore - Vocal, guitarra
- Emma Anzai - Baixo, vocal de apoio
- Chris Mileski - Bateria